# Queralt Lahoz
Queralt Lahoz est une chanteuse espagnole de hip-hop et flamenco.

## Biographie

### Jeunesse
Lahoz naît dans une famille de Guadix. Elle apprend à parler en chantant à l'oreille de sa grand-mère María, qui lui demande de chanter des coplas, du flamenco et des boléros à la maison, tandis que sa mère lui fait écouter en permanence à la radio Jimi Hendrix, The Doors et Janis Joplin. À l'âge de 17 ans environ, elle est la chanteuse principale d'un groupe de reggae et de musique métisse appelé Pocas Luces.
Elle commence des études de criminologie, qu'elle abandonne en dernière année pour redécouvrir la musique, jouant avec un duo appelé De la Carmela.

### Carrière
En 2019, Lahoz présente son premier album, 1917 (année de naissance de sa grand-mère), un EP de cinq chansons dédié aux femmes qui ont été une source d'inspiration dans sa vie, donnant une voix à leurs histoires de courage et de dépassement, et qu'elle a présenté à La Nau à Barcelone, à Es Claustre (Mahón) et au Mercado de Música Viva de Vich, « émouvant de douleur et aussi de célébration ».
En 2021, elle sort son premier album studio, Pureza, qu'elle présente dans le cadre musical des Fiestas de la Mercè. Lors de cet événement, elle rencontre le groupe andalou Califato ¾, et une chanson naît de leur collaboration, Tó ba a çalîh bien mamá. La même année, Lahoz entame une tournée de plus de quatre-vingts spectacles dans toute la péninsule Ibérique, qui se poursuit l'année suivante, en y ajoutant des concerts internationaux en Europe et aux États-Unis . 
En 2023, elle réalise (avec la plateforme espagnole Filmin), Alto cielo, un « album vidéo » conçu comme une « œuvre d'art totale », capable de combiner l'expression visuelle et musicale, dans lequel chaque chanson représente un chapitre différent des différentes étapes de l'amour. La même année, elle est l'une des sept lauréates du prix Music Moves Europe qui récompense le succès des artistes européens émergents (un prix que Rosalía a reçu lors de l'édition 2019), et elle se produit également lors du gala des prix Gaudí avec Canción del fuego fatuo, de Manuel de Falla, en compagnie de l'Orchestre philharmonique Franz Schubert.

## Discographie

### Albums studio
- 2021 : Pureza (Say It Loud Records)

### EP
- 2019 : 1917 (Say It Loud Records)
- 2023 : Alto Cielo (Say It Loud Records, Costa Futuro)